# Jeff Bennett
Jeff Glenn Bennett (Houston, 2 ottobre 1962) è un doppiatore statunitense.

## Filmografia
- Afro Samurai - Hachiro, Brother 3
- Aladdin - Amin Damoola, Mozenrath
- American Dragon - Mr. Jonathan Long, The Huntsman, Councilor Kulde, King Hammer
- Animaniacs - Baloney, Baynarts "Charlton" Woodchucks, Henry III of France
- Ay Quiero Del Mundo - Lee Nelson
- Baby Felix & friends - The Professor
- Batman - ragazzo d'ufficio
- Batman: The Brave and the Bold - Joker, Red Hood, OMAC
- Bionicle - La rinascita della leggenda - Strakk
- Ben 10 - Forza aliena - Magister, Forever Knight, Azmuth
- Koda, fratello orso - pesce (non accreditato)
- Bump in the Night - Gloog
- Una giungla di stelle per capitan Simian - Orbitron
- Camp Lazlo - Raj, Samson Clogmeyer, Commander Hoo Ha, Fred the Walrus
- Nome in codice: Kommando Nuovi Diavoli - Mr. Boss, Mr. Fizz, Destructo Dad
- Space Goofs - Bud Budiovitch (stag.1), Stereo Monovici (stag. 1)
- Class of 3000 - Principal Luna, Jan the Janitor, Sunny's Lockness Monster
- Curioso come George - L'uomo col cappello giallo
- Dave il barbaro - narratore, Twinkle the Marvel Horse
- Il laboratorio di Dexter - Papà
- Earthworm Jim - Peter Puppy, Narratore
- El Tigre - Sergio/Señor Siniestro
- Fanboy & Chum Chum - Mr. Muffin, Boog
- Gli amici immaginari di casa Foster - Bendy, Adam, Moose, Bloppy Pants
- Green Eggs and Ham - Sam-I-Am (PC version)
- Freakazoid - Lord Bravery, Cave Guy, Candle Jack, Waylon Jeepers e Cacciatore
- Picchiarello - Sergente Hogwash
- Gargoyles - Il risveglio degli eroi - Brooklyn, Owen Burnett, Magus, Luach
- Johnny Bravo - Johnny Bravo
- Lilo & Stitch - Jacques von Hamsterviel, Slick, Esperimento 020
- Mighty Ducks - Duke L'Orange
- Ozzy & Drix - Drix
- Pepper Ann - Craig Bean
- Phantom 2040 - Maxwell Madison
- Histeria! - Lucky Bob
- Queer Duck - Rev Vander Gelding
- Road Rovers - Blitz
- Shaggy e Scooby-Doo - Dr. Phineus Phibes, agente #2
- Shorty McShorts' Shorts - Frankie, Train Conductor (of the Boyz on Da Run 4-Parter)
- Space Goofs - Vicini troppo vicini - Bud, Stereo tch,
- Le avventure di Jimmy Neutron - Butch, Korky Shimatsu
- The Batman - Rag Doll, D.A.V.E., Killer Moth
- Maggie - Preside Peststrip
- A scuola con l'imperatore - Kronk's Papi, Security Cam, Ipi, Topo, Tipo and Upi
- Alla ricerca della valle incantata - Petrie
- Juniper Lee - Loki
- La sirenetta - Le nuove avventure marine di Ariel - principe Eric
- Le meravigliose disavventure di Flapjack - Larry Mentapiperita
- The Mask - Eddie (ragazzo pesce)
- Batman - Cavaliere della notte - Jack Ryder/Creeper
- The Paz Show - Pappy
- I pinguini di Madagascar - Kowalski, Spell and Speak, Pigeon, Sheep, Crowd Guy, Rat 1, Chameleon, narratore
- Le Superchicche - Major Man, Asso, Big Billy, Lombrico
- La famiglia Proud - Joseph
- The Replacements - Agenzia sostituzioni - Conrad Fleemco
- The Spectacular Spider-Man - Montana/Shocker
- La squadra del tempo - Jeremiah Tuddrussel, Johannes Gutenberg, Townsperson Leader
- Transformers Animated - Prowl, Ultra Magnus, Capitano Fanzone, Angry Archer, Soundwave, Mixmaster
- Wild West C.O.W.-Boys of Moo Mesa - The Cowlorado Kid
- Whatever Happened to Robot Jones? - Principal Madman
- Xiaolin Showdown - Clay Bailey, Master Monk Guan
- Topolino e la magia del Natale - Mortimer, Padre
- La carica dei 101 II - Macchia, un eroe a Londra - Gaspare
- Provaci ancora Stitch! - Dott. Jacques von Amstervil
- Lilli e il vagabondo II - Il cucciolo ribelle - Biagio, Accalappiacani, Whisky, Fido
- Il ritorno di Jafar - Ladro
- La bella e la bestia: Un magico Natale - Axe
- Ritorno all'Isola che non c'è - Spugna / altri pirati
- Baby Looney Tunes - ragazzo in TV
- Atlantis - Il ritorno di Milo - Sam McKean
- Looney Tunes: Back in Action - Yosemite Sam, Foghorn Leghorn, Nasty Canasta
- Topolino, Paperino, Pippo: I tre moschettieri - Bassotto #1, #2, #3
- Red e Toby nemiciamici 2 - Amos Slade
- Come d'incanto - Pip cartone
- Topolino strepitoso Natale! - Donner

### Videogiochi
- Star Wars Jedi Knight II: Jedi Outcast (2002) - Kyle Katarn \ Assaltatore Imperiale
- Star Wars Jedi Knight: Jedi Academy (2003) - Kyle Katarn
- Stupid Invaders (2000) - Bud Budiovitch, Stereo Monovici